# 香港廣告商會
香港廣告商會（英語：The Association of Accredited Advertising Agents of Hong Kong，簡稱HK4As），是香港一個由廣告公司組成的業界組織。

## 概述
香港廣告商會成立於1957年，是由香港廣告公司組成的業界組織，成員不包括廣告客戶代表。
該會對入會資格有一定要求，如需能提供全面的廣告傳訊服務（Full Service Agency）、每年營業額的下限（帳目需經獨立核數師核証）、客戶數量的下限；據一些不同年代的廣告界相關著作，1980年代後期為營業額至少一千萬港元，客戶至少三個；1990年代為營業額至少四千萬港元，客戶至少三個；2010年代前期的營業額下限仍是四千萬港元。基於這些條件，會員主要是業內規模最大的公司、跨國廣告集團的香港子公司。
架構上以行政事務委員會為核心，該委員會由各會員公司的管理層代表選出，下設不同小組委員會。
該會每年舉辦金帆廣告大獎等廣告獎項。2004年起亦成為EFFIE廣告效益大獎（艾菲獎）的香港區主辦單位。

## 沿革
會員公司從數量從1973年的12間，增至1979年的17間；1980年代至1990年代為20間，據1990年代之記載，當中只有3間屬於港資或中資，其餘皆隸屬跨國廣告集團；在2000年代、2010年代有20多間。1970年代後期，其會員公司年度營業額佔全香港業界總額的比例，亦由57%漸升至77%；1990年代保持在70%以上。
1975年，仿傚外國廣告業界習慣設立新措施，訂明會員公司應邀為客戶提供廣告計劃建議前需收取費用，其指引的最低收費當年為不少於港幣二千元。

## 外部連結
- 香港廣告商會官方網站